# Arrigo Breschi
Arrigo Breschi (...) è uno scenografo italiano, nonché arredatore di scene.

## Carriera
Arrigo Breschi ha arredato o progettato le scene di 48 film tra gli anni cinquanta e settanta del XX secolo. Ha arredato le scene del sceneggiato televisivo Le avventure di Pinocchio (1972), per la regia di Luigi Comencini. Fu candidato al Premio Oscar nella categoria Oscar alla migliore scenografia per La baia di Napoli (1960), un film del regista statunitense Melville Shavelson con Vittorio De Sica. Ha anche firmato la scenografia del film La congiuntura (1964) diretto da Ettore Scola.

## Filmografia
- Sambo (1950), regia di Paolo William Tamburella, (arredatore)
- Auguri e figli maschi! (1951), regia di Giorgio Simonelli, (arredatore)
- La paura fa 90 (1951), regia di Vittorio Metz e Giorgio Simonelli, (arredatore)
- Io, Amleto (1952), regia di Giorgio Simonelli, (scenografo)
- Viva il cinema! (1952), regia di Giorgio Baldaccini e Enzo Trapani, (arredatore)
- Viva la rivista! (1953), regia di Enzo Trapani, (arredatore)
- Cuore di mamma (1954), regia di Luigi Capuano, (arredatore)
- Attila, il flagello di Dio (1954), regia di Pietro Francisci, (arredatore)
- La donna del fiume (1954), regia di Mario Soldati, (arredatore)
- Lo scapolo (1955), regia di Antonio Pietrangeli, (arredatore)
- Guardia, guardia scelta, brigadiere e maresciallo (1956), regia di Mauro Bolognini, (arredatore)
- Amore e chiacchiere (1958), regia di Alessandro Blasetti, (arredatore)
- La prima notte (1959), regia di Alberto Cavalcanti, (arredatore)
- I ragazzi del Juke-Box (1959), regia di Lucio Fulci, (arredatore)
- Le notti dei teddy boys (1959), regia di Leopoldo Savona, (arredatore)
- Il mattatore (1960), regia di Dino Risi, (arredatore)
- Urlatori alla sbarra (1960), regia di Lucio Fulci, (arredatore)
- La baia di Napoli (1960), regia di Melville Shavelson, (scenografo e arredatore)
- Pane, amore e cha... cha... cha (1960), regia di Camillo Mastrocinque, (arredatore)
- Sua Eccellenza si fermò a mangiare (1961), regia di Mario Mattoli, (arredatore)
- I sogni muoiono all'alba (1961), regia di Mario Craveri e Enrico Gras, (arredatore)
- Letto a tre piazze (1961), regia di Steno, (arredatore)
- Il federale (1961), regia di Luciano Salce, (arredatore)
- I mongoli (1961), regia di Leopoldo Savona, (arredatore)
- Don Camillo monsignore... ma non troppo (1961), regia di Carmine Gallone, (arredatore)
- Caccia all'uomo (1961), regia di Riccardo Freda, (arredatore)
- I mostri (1963), regia di Dino Risi, (arredatore)
- La pantera rosa (1963), regia di Blake Edwards, (arredatore)
- Oro per i Cesari (1963), regia di Sabatino Ciuffini, (arredatore set)
- Se permettete parliamo di donne (1964), regia di Ettore Scola, (arredatore)
- La congiuntura (1964), regia di Ettore Scola, (scenografo e arredatore)
- Sei donne per l'assassino (1964), regia di Mario Bava, (arredatore set)
- Panic Button... Operazione fisco (1964), regia di George Sherman e Giuliano Carnimeo, (arredatore set)
- Slalom (1965), regia di Luciano Salce, (arredatore)
- L'uomo che viene da Canyon City (1965), regia di Alfonso Balcázar, (arredatore)
- Tre morsi nella mela (1967), regia di Alvin Ganzer, (arredatore)
- La virtù sdraiata (1969), regia di Sidney Lumet, (arredatore set)
- Pussycat, Pussycat, I Love You (1970), regia di Rod Amateau, (arredatore set)
- L'uomo della Mancha (1972), regia di Arthur Hiller, (arredatore set)
- Le avventure di Pinocchio (1972), sceneggiato televisivo, regia di Luigi Comencini, (arredatore)
- Polvere di stelle (1973), regia di Alberto Sordi, (arredatore)
- Rappresaglia (1973), regia di George P. Cosmatos, (arredatore set)
- Finché c'è guerra c'è speranza (1974), regia di Alberto Sordi, (architetto-scenografo)
- Cadaveri eccellenti (1976), regia di Francesco Rosi, (arredatore set)
- Nina (1976), regia di Vincente Minnelli, (arredatore set)
- L'altra metà del cielo (1977), regia di Franco Rossi, (arredatore)
- Wanda Nevada (1979), regia di Peter Fonda, (arredatore)